# Castello monastero di Lenta
Il castello monastero di Lenta, a volte indicato come castello di Lenta, Monastero di Lenta, Monastero di San Pietro martire o ancora Monastero benedettino di San Pietro, è un complesso fortificato e religioso di epoca medievale situato nel comune omonimo, in Piemonte.

## Storia
A causa della perdita delle carte del monastero, la sua storia è incompleta. 
Secondo alcune fonti, sulla base della testimonianza indiretta del sermone De Significationibus Christi  del vescovo di Asti Ingone, il castello di Lenta risalirebbe al X secolo.
Ne è comprovata la presenza nel XII secolo. Il complesso di Lenta si distingue per essere stato un insediamento protetto, comprendente il monastero benedettino femminile cassinese di San Pietro Martire, fondato nel 1127. Verso la metà del XII secolo era presente un castrum che abbracciava anche una parte del villaggio, e per questo alcuni abitanti di Lenta erano chiamati de castro.
Nel XIII secolo, il borgo fu circondato da mura e un fossato, poiché era considerato una delle località fortificate che gli statuti del Comune di Vercelli imponevano di mantenere efficienti. Non c'è un accordo tra gli storici sulla natura del nucleo fortificato: alcune interpretazioni lo considerano un borgo, mentre altri lo vedono come un ricetto di proprietà signorile e religiosa, data la presenza stabile di abitanti.
Nel corso del tempo, grazie alla raccolta di eredità e donazioni, il castello-monastero divenne molto potente, acquisendo il controllo di gran parte del territorio di Lenta, delle terre circostanti e dei diritti sulle rogge, i mulini e i pedaggi. Lenta passò poi sotto il controllo degli Arboreo o Arborio di Gattinara, ma il convento benedettino continuò a mantenere la giurisdizione sul castello-monastero. Secondo alcuni studiosi, sarebbe esistita una doppia giurisdizione sul castello-monastero e dell'area al suo contorno, dato che nel 1404 la famiglia degli Arborio giurò fedeltà ad Amedeo VIII di Savoia, mentre le religiose riconoscevano la signoria del Marchese del Monferrato; questo dato potrebbe provare una relativa indipendenza delle monache del castello-monastero dalle entità laiche.
Nel 1572, il cardinale Guido Ferrero, papa Gregorio XIII e papa Pio V, tramite due diverse bolle papali o brevi papali, ordinarono alle suore del convento di Lenta di trasferirsi al monastero di San Pietro Martire a Vercelli. Questo evento segnò l'inizio della decadenza del castello-monastero, che si accelerò dopo la soppressione definitiva del convento benedettino di Lenta nel 1802. 
Il castello-convento di Lenta fu poi acquisito in parte da privati lentesi e in parte dal Comune, che lo utilizzò come sede municipale fino al 1840 circa.
Attualmente, l'intero castello-monastero è di proprietà comunale.
L'edificio è un bene tutelato.

## Descrizione
Il complesso del castello-monastero faceva parte di una rete di fortificazioni esistente lungo la strada che dalla pianura porta alla Valsesia.
È caratterizzato da un ricetto nella cui cinta è integrato il monastero.
A sud è la chiesa di San Pietro martire, al cui piano interrato si trova la cripta di San Biagio. Il corpo principale del complesso si sviluppa a "L" intorno a un cortile interno. 
Il chiostro ha arcate a sesto acuto. La cinta muraria merlata presenta due torri a ponente.
All'interno si conservano alcuni affreschi risalenti al Quattrocento.